# Economía de la provincia de Valladolid
La economía de la provincia de Valladolid es el conjunto de bienes y actividades que integran la riqueza de la provincia de Valladolid (Castilla y León, España) y de sus habitantes. Históricamente la agricultura de secano y la ganadería eran los principales fuentes productivas. En el siglo XIX con la aparición de las industrias harineras y la llegada del ferrocarril a Valladolid se inicia la industrialización de la provincia. No obstante, es a partir de la década de 1950 cuando la provincia experimenta un importante cambio debido a la instalación de FASA-Renault y empresas automovilísticas auxiliares y de otros sectores (Endasa, Nicas) que han convertido en la actualidad a Valladolid en el principal centro industrial de Castilla y León.
Destacan la agricultura dedicada al cultivo de cereales (trigo y cebada), leguminosas, remolacha azucarera, alfalfa, hortalizas y vid. Importante ganadería. Intensa actividad industrial especialmente concentrada en la capital, de derivados de la agricultura (pastas alimenticias, harinas, chocolates, azúcar, etc.), textiles, metalúrgica, fabricación de automóviles (FASA-Renault), químicas, de la construcción, de papel, artes gráficas, etc. Además de la capital Valladolid, destacan las poblaciones de Medina del Campo, Peñafiel, Tordesillas, Tudela de Duero, Laguna de Duero, Íscar, Olmedo y Pedrajas de San Esteban, esta última por su gran producción piñonera.

## Historia
Durante siglos la provincia vivía de la agricultura de secano (cereales como el trigo, el maíz, la cebada, el centeno...), la ganadería (ovina y bovina, dirigidas por la Mesta) y la vendimia. En la Edad Media, debido a la aparición de las ferias, ciudades como Medina del Campo evolucionaron significativamente; mientras que otras como Valladolid y Tordesillas se aprovecharon de que se instalaron numerosos edificios ligados a la iglesia, a los reyes y las instituciones de gobierno. Esto fue volviéndose cada vez más importante hasta el punto de que se puede considerar que en el siglo XVI, Valladolid era la capital del Imperio Español, y en ella se centralizaron los principales órganos político-administrativos. Sin embargo a mitad de ese siglo Felipe II trasladó la capital a Madrid. con Felipe III Valladolid volvió oficialmente a ser capital entre 1601 y 1606. A partir de la definitiva marcha de la Corte desde aquí a Madrid la ciudad padeció en los siglos siguientes una etapa de cierta decadencia, apenas mitigada por los efectos de la Ilustración y protagonizada por un fuerte descenso demográfico y sobre todo una paulatina depresión económica. 
Posteriormente, en el siglo XIX, la llegada del ferrocarril a Valladolid y la finalización del canal de Castilla produjeron la aparición de la industria harinera. Ya en el siglo XX, tras la guerra civil, la capital experimenta un importante cambio, debido a la instalación de industrias automovilísticas (FASA-Renault) y de otros sectores (como NICAS o Endasa). El nombramiento de Valladolid como "polo de desarrollo" en 1964 impulsó significativamente la industria y la economía. Posteriormente la caída del sector primario y del secundario en beneficio del terciario, al igual que el resto del país, es lo que marca la tendencia de las últimas décadas. A principios del siglo XXI inició un proceso de crecimiento económico que alcanzó su máximo con la Burbuja inmobiliaria en España y luego sufre la Crisis económica de 2008, al igual que el resto del país, hasta aproximadamente el año 2014. Posteriormente hay un cierto crecimiento económico hasta el año 2020, cuando la pandemia de coronavirus provocó la declaración del estado de alarma en toda España, dando lugar a un parón económico.

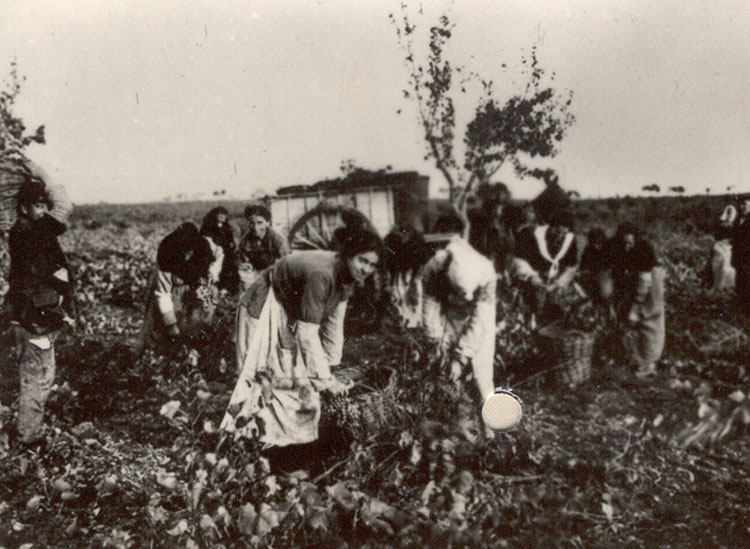
Vendimia en el campo, primera mitad del siglo XX.
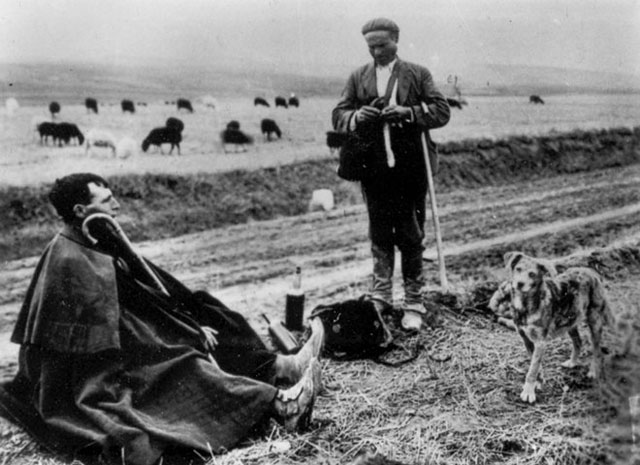
Pastores en el campo, primera mitad siglo XX
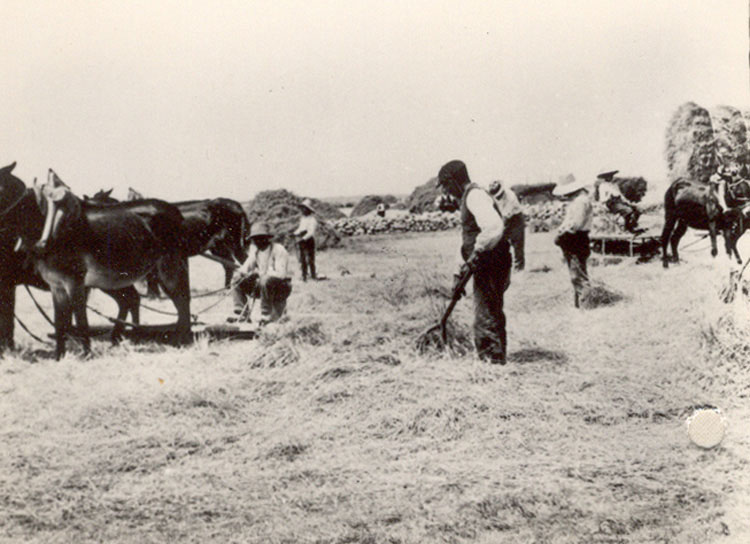
Recolección en el campo, primera mitad siglo XX.
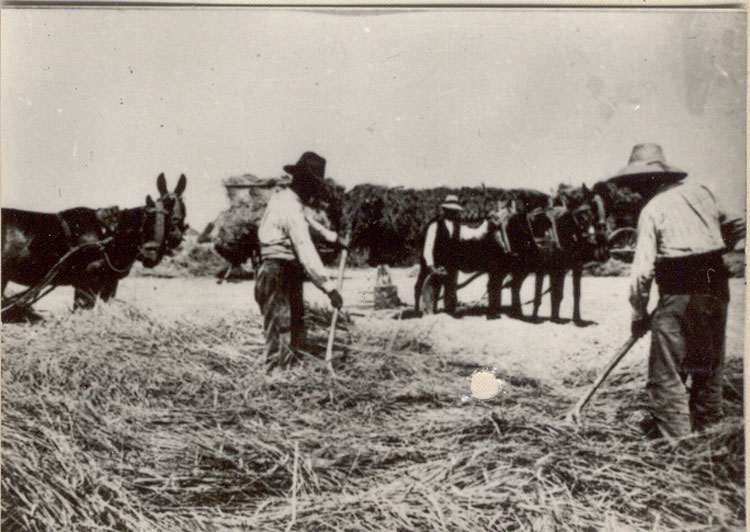
Recolección en el campo, primera mitad siglo XX.
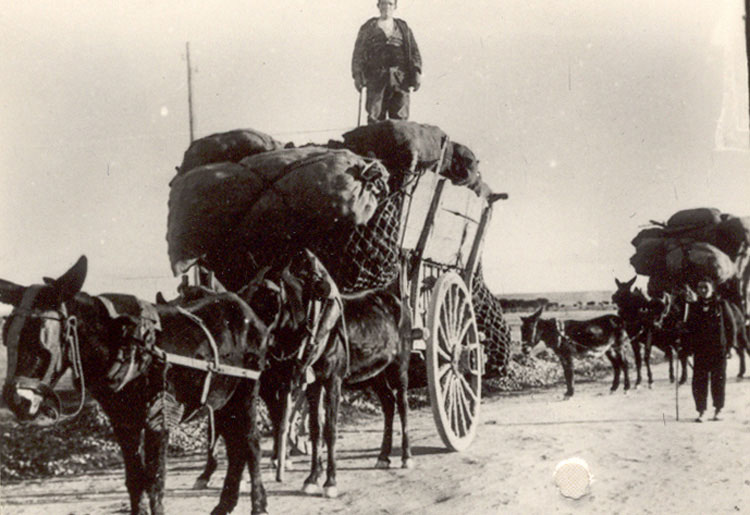
Carro con mulas, primera mitad siglo XX.

## Sector primario

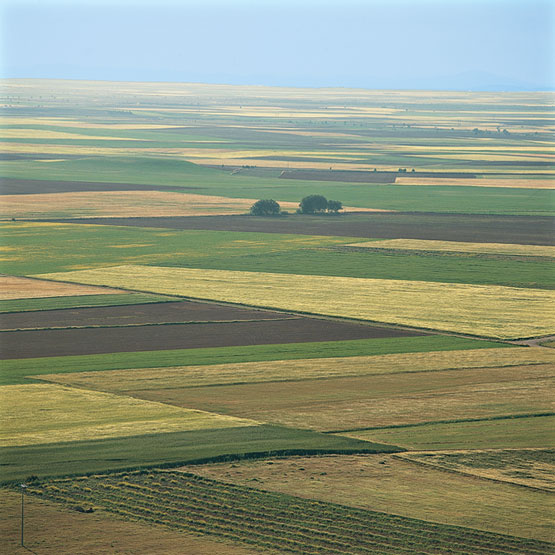
Campos cultivados (Campos abiertos) en Tierra de Campos.

Es la provincia española con mayor producción de remolacha azucarera y patata. Es la segunda con mayor producción de producción de maíz (detrás de León) y de centeno (detrás de Palencia) y produce más de medio millón de toneladas de cebada. Es la segunda provincia que más cereales produce (913.953 toneladas) por detrás de Burgos (que produce 1'3 millones de toneladas).
Por todo ello el tipo de cultivo predominante en Valladolid es de secano, debido al clima y a las no muy abundantes lluvias. No obstante ese hecho es compensado por un lado por la gran cantidad de ríos que atraviesan la provincia (siendo algunos de ellos, como el Pisuerga y el Duero, muy caudalosos), y por otro con las técnicas de regadío, que combinadas con las nuevas tecnologías para el campo, están obteniendo un importante empuje con una alta productividad.
En la localidad de Pedrajas de San Esteban se obtiene el 90% de los piñones que se hacen en el país, lo que convierte a España en el primer productor mundial de piñones.

## Sector Secundario

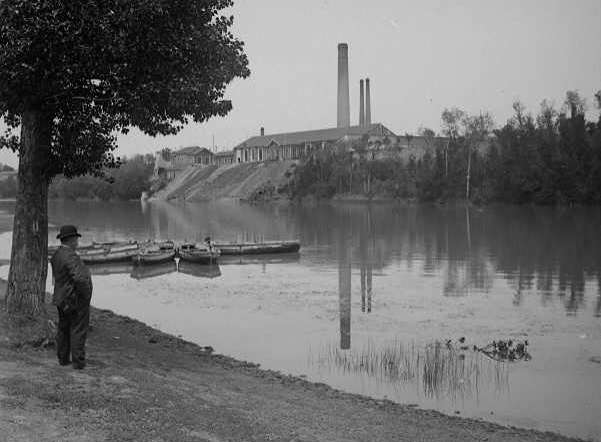
Fábrica de carburadores IRZ (Isidro Rodríguez Zarracina) desde las aceñas del río Pisuerga, principios.

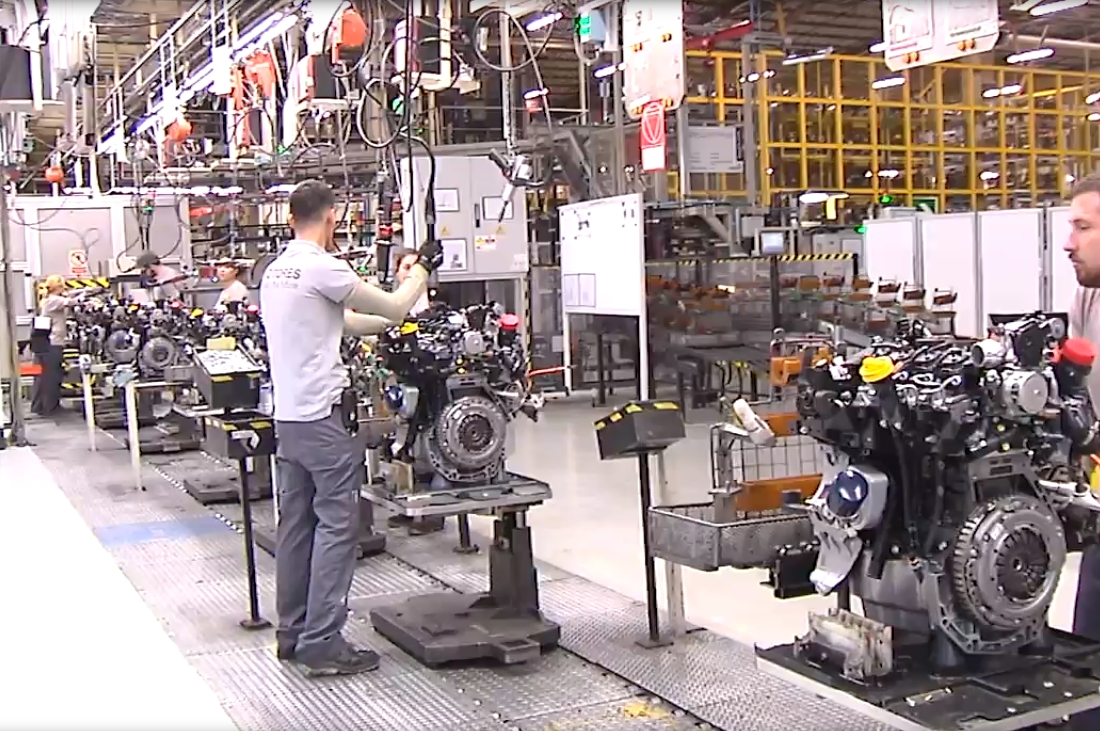
Factoría de Renault en Valladolid, año 2018.

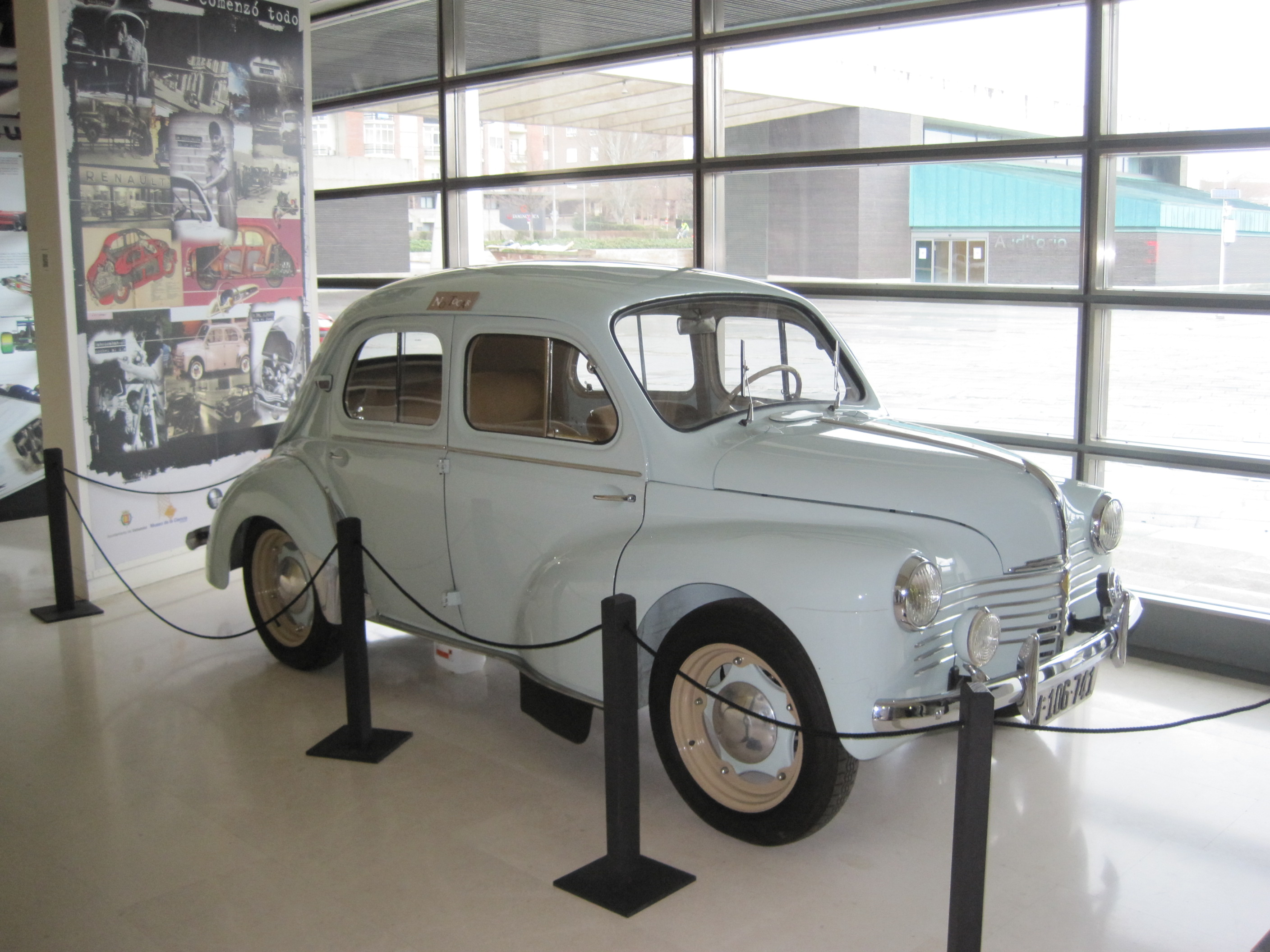
El primer ejemplar del Renault 4CV fabricado por FASA-Renault en la factoría de Valladolid. La fábrica abrió en 1951 y produjo un gran crecimiento industrial

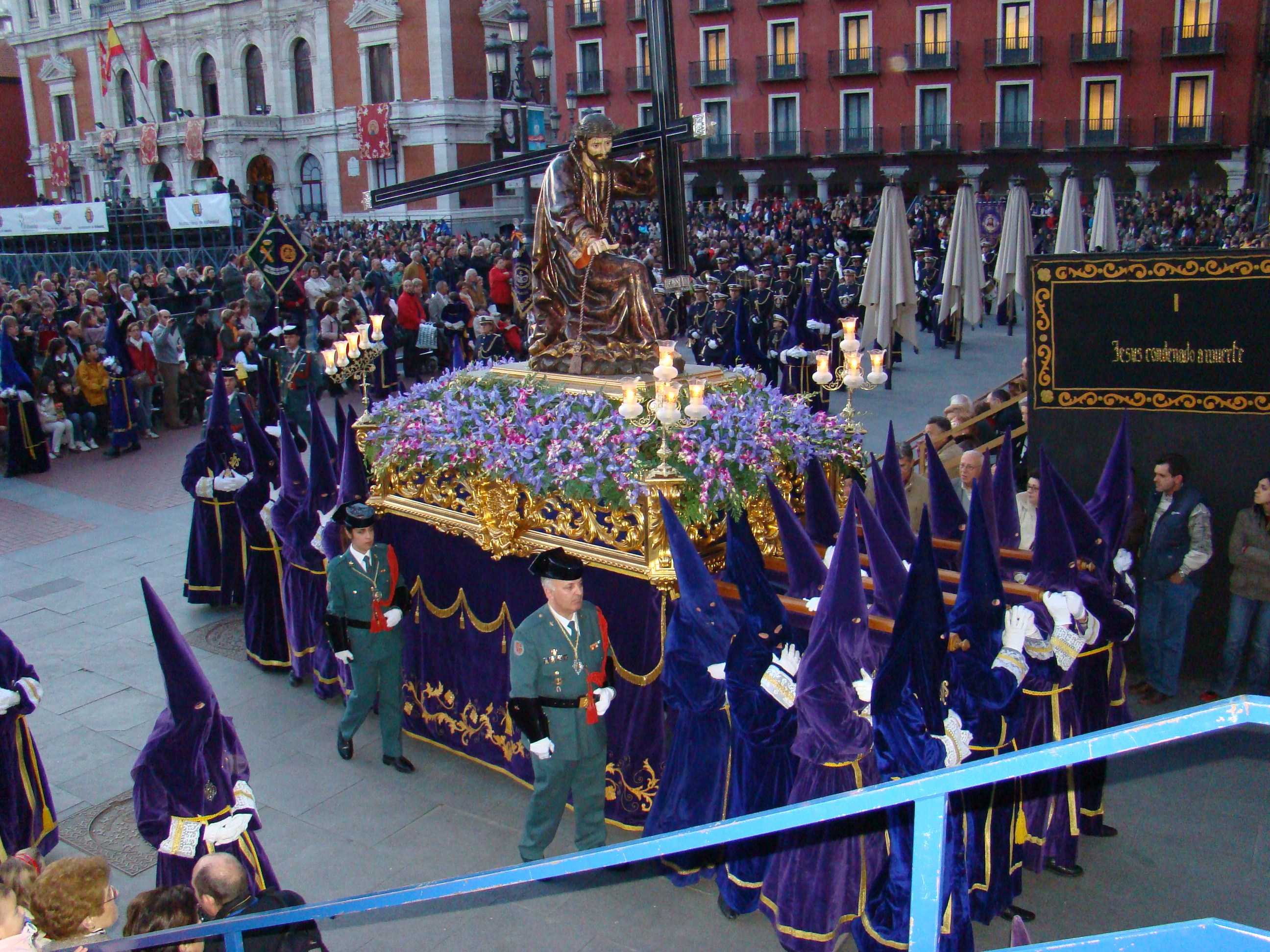
Semana Santa de Valladolid. El turismo va cobrando mayor importancia. Es un tipo de turismo centrado en la historia, religión, idioma, gastronomía y enología.

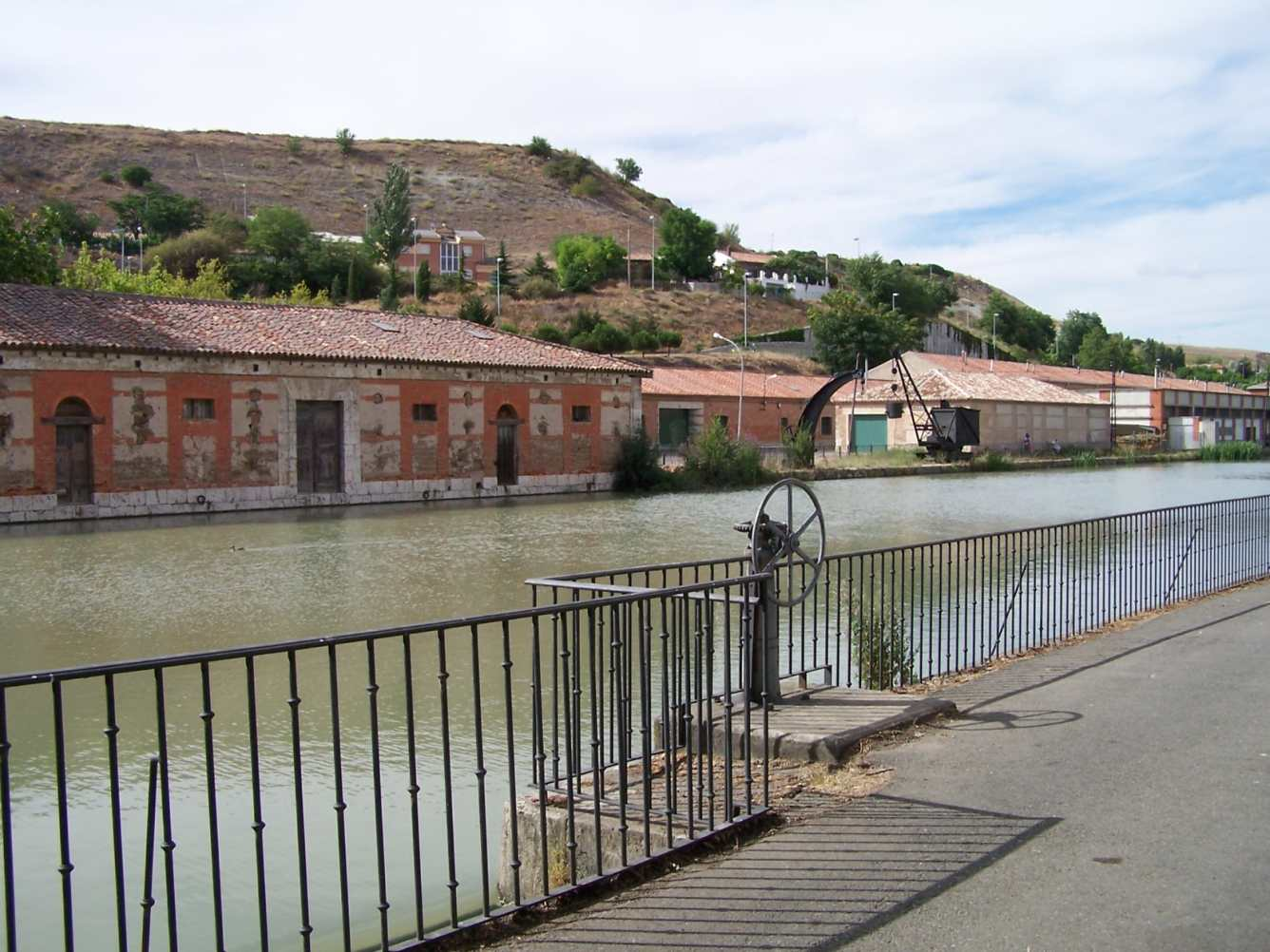
Canal de Castilla, dársena de Valladolid. La idea de este canal era servir como vía de comunicación y transporte que solucionase el problema de aislamiento que sufría la meseta castellana, debido al relieve complicado y una deficiente red viaria, que hacía casi imposible el transporte de los productos agrarios de la región.

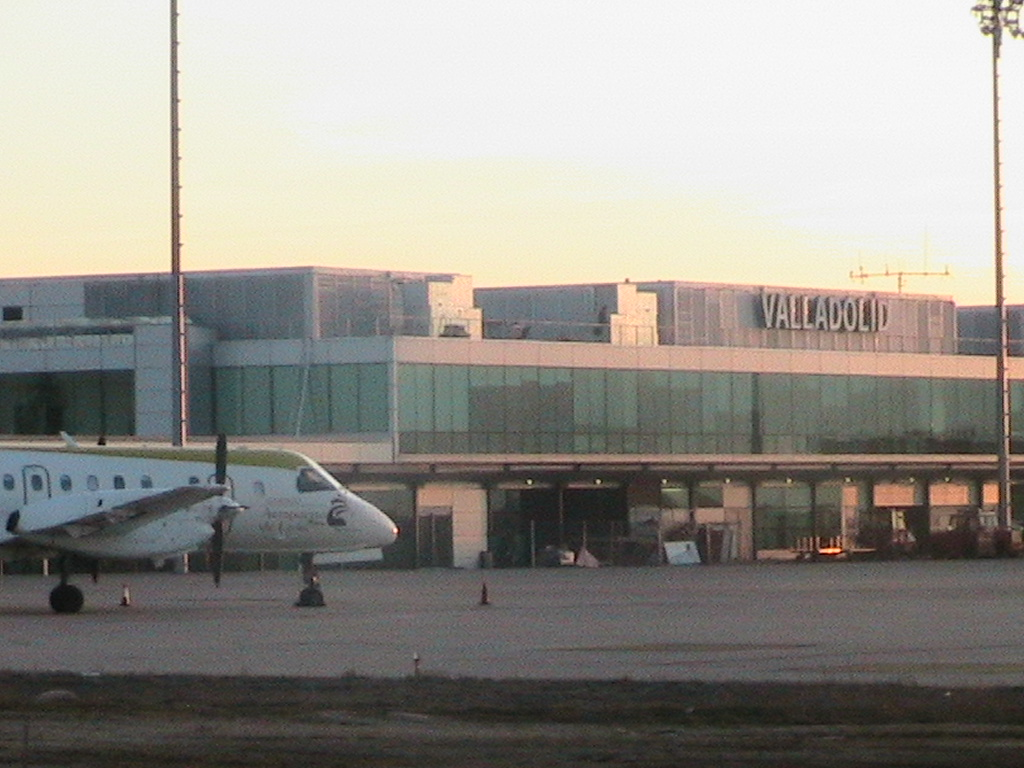
Aeropuerto de Valladolid.

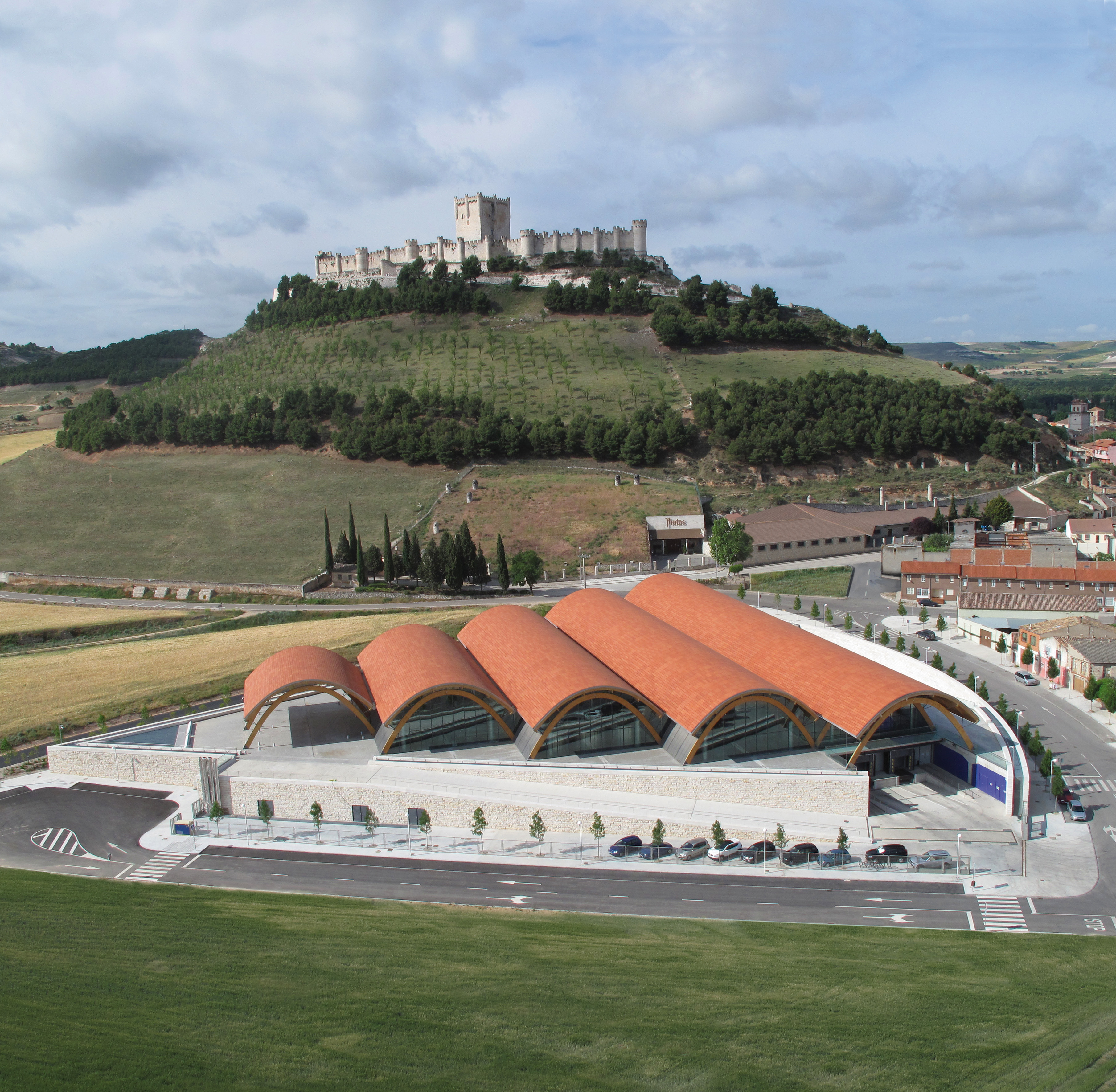
Fotografía aérea de las instalaciones de Bodegas Protos diseñadas por Richard Rogers, con el castillo de Peñafiel al fondo.

La economía de Valladolid está muy ligada al sector del automóvil, centrada en torno a las fábricas de motores y montaje de Renault-España (anteriormente FASA-Renault), en la última de las cuales se fabrican los modelos Captur y Twizy. También destacan la factoría de camiones ligeros del grupo Iveco (anteriormente Pegaso).
A su vez, un grupo importante de industrias del sector auxiliar de la automoción está establecido en la ciudad, como Michelin (fabricación de neumáticos) o Faurecia (asientos y exteriores de automóvil, anteriormente Plastal). También destaca la factoría de asientos de Johnson Controls (ubicada en Mojados).
Otro sector muy importante es el de procesamiento agroalimentario. Entre las compañías de capital local destacan Acor (elaboración de azúcar), Queserías Entrepinares y grupo Helios (principalmente fabricación de mermeladas, asentada en Arroyo de la Encomienda). Entre las multinacionales asentadas en Valladolid, se puede mencionar Cadbury (fabricación de caramelos de gelatina, propiedad del grupo Mondelēz International; anteriormente Cadbury Dulciora), Central Lechera Vallisoletana (productor de la marca Lauki, propiedad del grupo Lactalis), el fabricante de levaduras Panibérica de Levaduras, perteneciente al grupo francés Lesaffre y la planta de fabricación de piensos animales de la empresa irlandesa CD Foods.
En el sector metalúrgico las principales empresas son Lingotes Especiales (fundición gris y fundición esferoidal, principalmente destinados al sector de automoción) y Saeta die Casting (fundición de aluminio).
Philips Indal es otra de las empresas importantes del sector secundario en Valladolid, dedicada a la producción de LEDs y farolas.
El sector farmacéutico se encuentra presente a través del grupo farmacéutico Gadea (elaboración de hormonas esteroideas), de capital local y ubicado en el polígono industrial de Boecillo.

## Sector terciario
El turismo experimenta un aumento cada vez mayor. Se trata de un turismo centrado en el aspecto religioso (como la Semana Santa de Valladolid), gastronómico (su gastronomía es muy famosa) y enológico (en la provincia hay 5 bodegas con denominación de origen). También destaca en el aspecto histórico debido a la gran cantidad de monumentos y al turismo "idiomático", realizado mayoritariamente por estudiantes universitarios, por ser la provincia uno de los lugares donde mejor se puede aprender el idioma español "puro".
En 1998 se inauguró el centro comercial Vallsur y en 2012 se inauguró el centro comercial Río Shopping, el más grande de Castilla y León.

## Mercado de trabajo
La tasa de paro pasó del mínimo del 6'87% en 2007 a un 19,70% en 2013 debido a la Crisis económica de 2008-2015 en España. En la primavera de 2015 se había reducido a un 16'28%.
Por sectores productivos, el mayor número de desempleados se encuentra en el sector servicios, a continuación se sitúan la industria y la construcción, mientras que el sector primario es el que menos paro registra.

## Datos económicos
El PIB per cápita de la provincia es de 26.901€/habitante por año (datos INE, 2018). Si se toma la media española como índice 100, la provincia obtuvo un 104,3%. El PIB total de la provincia ascendió a 13.998.460 miles de euros (2018). La tasa de paro pasó del mínimo del 6'87% en 2007 a un 19,70% en 2013 debido a la Crisis económica de 2008-2015 en España. Desde que se inició la crisis las exportaciones han aumentado constantemente hasta alcanzar niveles históricos.
Obviando el mercado nacional, en el apartado del comercio exterior la mayoría de intercambios se produce con países de la Unión Europea (un 88%). Los principales socios comerciales (que abarcan la suma de exportaciones más las importaciones) son Francia 63,5 %, Italia 7 % y Portugal 5,7 %. Aunque en los últimos años la tendencia es que países fuera de la UE como China y Estados Unidos van ganando importancia. También van ganando importancia paulatinamente los países latinoamericanos con los que se comparte cultura, costumbres e idioma. Hay 1.265 empresas exportadoras que hacen que las exportaciones totales vallisoletanas representen el 2,4 por ciento del total de las españolas.

### Relación especial Valladolid-Francia
El principal socio comercial de la provincia vallisoletana es Francia. En el año 2014  Francia fue el principal destino de las exportaciones vallisoletanas (1.758 de los 5.465 millones de euros totales) y el primer inversor en Valladolid con mucha diferencia (4.518 de los 8.252 millones de euros totales). Esta relación económica estrecha se remonta al siglo XIX cuando se inicia la industrialización de Valladolid y numerosos empresarios franceses deciden invertir en diversas industrias como la metalurgia, el ferrocarril o la harinera (como curiosidad, Miguel Delibes tuvo un antepasado francés que vino a trabajar en el ferrocarril y el apellido Delibes es de origen occitano-francés y provenía de Toulouse).
Como resumen, el hispanista francés Jean-Charles Davillier en su libro "Viaje por España" publicado en 1873 describe su llegada a Valladolid en 1862 como:

"La llegada a Valladolid produce en el viajero una impresión a la cual no está habituado en España. Por todos lados se alzan las altas chimeneas de ladrillo de numerosas fábricas que oscurecen el cielo con su negro humo. Uno se encuentra en una ciudad activa y laboriosa. Después de Barcelona, Valladolid es la ciudad más industrial de la Península".

Pero cuando más se intensifican las relaciones es a partir de la segunda mitad del siglo XX. La licencia que otorga en 1951 el fabricante francés de automóviles Renault a FASA provocó una gran industrialización y la atracción de otras empresas francesas como Michelín o Isorel. En 1975 el sector del material de transporte llegaba así a representar hasta el 54,4% del VAB y el 45% del empleo de la industria vallisoletana. Por eso la fuerte relación empresarial con el capital francés hace que la burguesía vallisoletana sea probablemente la más francófila del país.

## Empresas destacadas

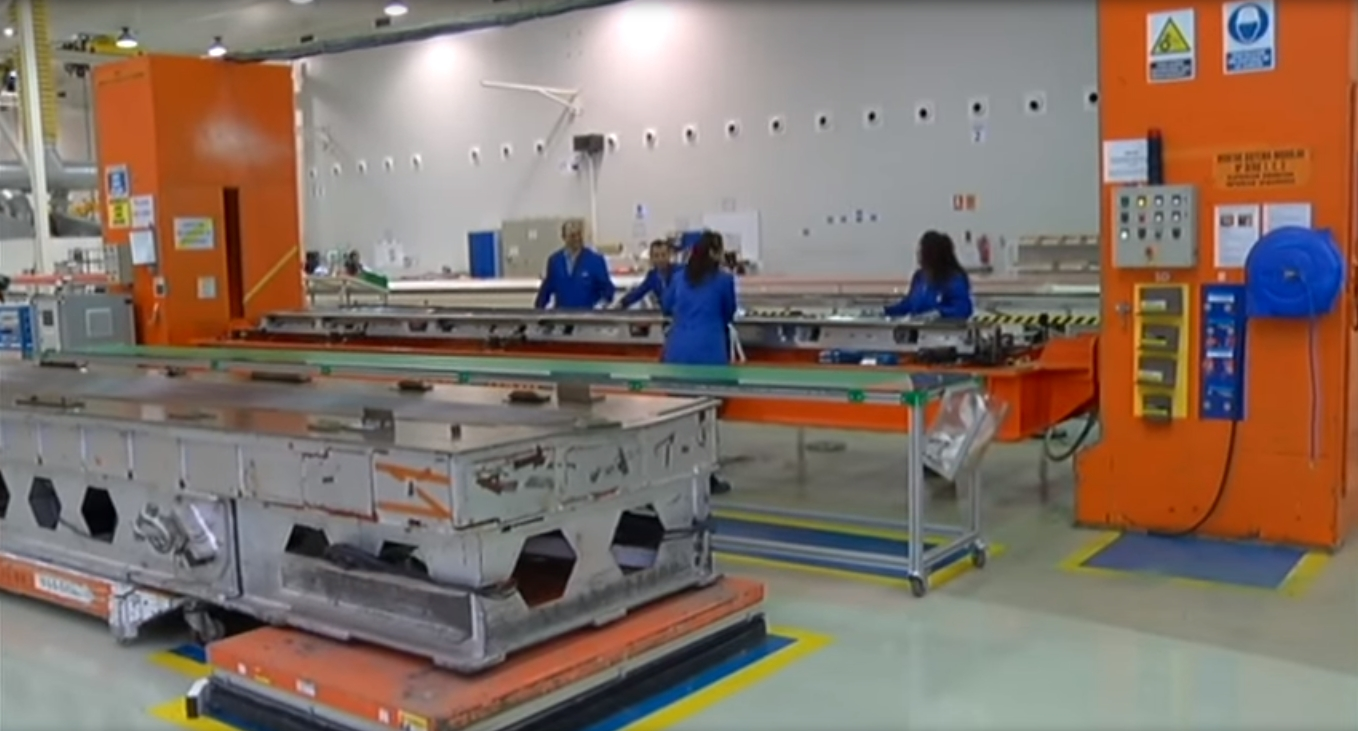
Factoría de Aciturri Aeronáutica en el Parque Tecnológico de Boecillo.

Las 10 principales empresas por facturación económica en 2013 fueron: Renault-España, Michelín, Iveco, El Árbol, Aquagest, Lauki (Lactalis), Begar, ACOR, Grupo Norte y Queserías Entrepinares.
Valladolid puede ser considerada una de las más importantes ciudades industriales de España debido a que cuenta con numerosas fábricas de marcas tan importantes como Renault-España, Michelín, Iveco, Indal, ACOR, El Árbol, Endasa, Queserías Entrepinares... entre otras.
El Parque Tecnológico de Boecillo es uno de los más importantes de los existentes en el norte de España. En él se encuentran diferentes empresas, incluyendo una firma que colabora con la NASA, cuyo director es el astronauta español Pedro Duque, como Deimos Imaging.
Gracias a la existencia de hasta 5 denominaciones de origen vitivinícolas (Vino de Cigales, Vino de Ribera de Duero, Vino de Rueda, Vino de Tierra de León y Vino de Toro) hay gran cantidad de bodegas. Algunas empresas productoras como Cuatro Rayas, Bodegas Protos, Vega Sicilia están consideradas como la élite del vino debido a su gran calidad y fama.
En Arroyo de la Encomienda se encuentra ubicado el centro comercial de IKEA conocido como "Rio Shopping", que es uno de los más grandes de la península. Además en ese mismo municipio se encuentran infraestructuras de grandes marcas, como son Decathlon e Hipercor.

## Energía

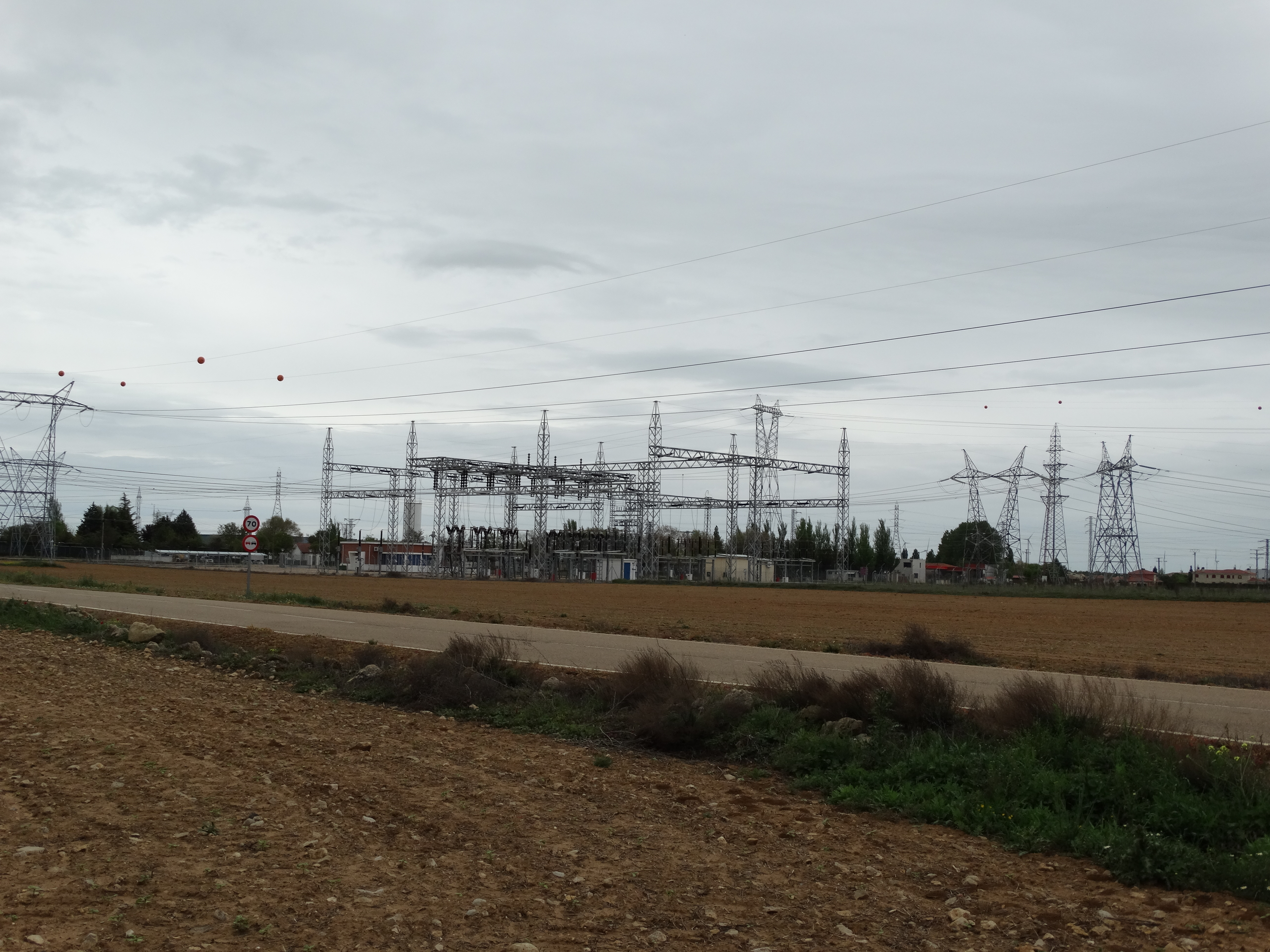
Subestación eléctrica de La Mudarra.

A diferencia de otras provincias de Castilla y León (que es la primera comunidad autónoma española en potencia instalada y la segunda en producción) como Burgos o León, la provincia de Valladolid no dispone de grandes centrales de energía nucleares, térmicas o hidroeléctricas ni tampoco de muchos parques eólicos o campos solares. Esto se debe entre otros motivos a la ausencia de cordilleras y valles que pudieran favorecer la construcción de embalses para la obtención de energía. En La Mudarra se encuentra una subestación eléctrica, propiedad de Red Eléctrica de España, que distribuye electricidad a todo el noroeste español.
Centrales Hidroeléctricas
| Imagen | Nombre                             | Municipio  | Comarca         | Tipo           | Potencia             | Propietario | Localización                              |
|        | Central hidroeléctrica de San José | Castronuño | Tierra del Vino | Turbina Kaplan | 20.000 MWh (2'28 MW) | Iberdrola   | 41°24′14″N 5°16′24″O / 41.40389, -5.27333 |

Parques eólicos
| Nombre                  | Empresa                            | Municipios                                                                          | Potencia MW | Tecnología         | Número | Potencia Unitaria kW |
| Provincia de Valladolid |                                    |                                                                                     |             |                    |        |                      |
| Peñaflor III            | Bionor                             | La Mudarra, Castromonte y Peñaflor de Hornija                                       | 49          | Alstom - Ecotècnia | 30     | 2970                 |
| Peñaflor IV             | Bionor                             | Peñaflor de Hornija                                                                 | 49          | Alstom - Ecotècnia | 30     | 2970                 |
| San Lorenzo A           | Parques eólicos San Lorenzo, S.L.U | Torrelobatón                                                                        | 48.75       | Vestas             | 26     | 1875                 |
| San Lorenzo B           | Parques eólicos San Lorenzo, S.L.U | San Pelayo, Torrecilla de la Torre, Castromonte, Peñaflor de Hornija y Torrelobatón | 39.375      | Vestas             | 21     | 1875                 |
| San Lorenzo C           | Vapat                              | Castromonte, Peñaflor de Hornija y Torrelobatón                                     | 28.13       | Gamesa             | 15     | 2000                 |
| San Lorenzo D           | Vapat                              | Peñaflor de Hornija                                                                 | 33.75       | Gamesa             | 18     | 2000                 |
| Las Traperas            | MTDE                               | Medina del Campo                                                                    | 9.9         | Tecinsa            | 6      | 1650                 |
| TOTAL                   |                                    |                                                                                     | 257.905     |                    | 146    |                      |

Parques fotovoltaicos
En Tordesillas y Medina del campo se han instalado parques de energía solar capaces de generar 250 GWh al año. Esta cifra equivale al consumo de 150.000 hogares, es decir casi el 70% de los hogares de la provincia de Valladolid.